# Gladwin, Michigan
Gladwin este o localitate, municipalitate și sediul comitatului Gladwin, statul Michigan, Statele Unite ale Americii.

## Personalități născute aici
- Nathan John Feuerstein (cunoscut ca NF, n. 1991), rapper.

1. ↑  2016 U.S. Gazetteer Files
2. ↑  Recensământul Statelor Unite ale Americii din 2010, accesat în 9 iulie 2020